# 401 TCN
401 TCN là một năm trong lịch La Mã.